# Episodi di Casualty (quattordicesima stagione)
La quattordicesima stagione della serie televisiva Casualty è stata trasmessa in anteprima nel Regno Unito da BBC One tra il 18 settembre 1999 e il 25 marzo 2000.
| nº | Titolo originale               | Titolo italiano | Prima TV UK       | Prima TV Italia |
| -- | ------------------------------ | --------------- | ----------------- | --------------- |
| 1  | Calm Before the Storm (Part 1) |                 | 18 settembre 1999 |                 |
| 2  | Calm Before the Storm (Part 2) |                 | 19 settembre 1999 |                 |
| 3  | Truth or Dare                  |                 | 25 settembre 1999 |                 |
| 4  | Words and Deeds                |                 | 2 ottobre 1999    |                 |
| 5  | Crossroads                     |                 | 9 ottobre 1999    |                 |
| 6  | Lost Souls                     |                 | 16 ottobre 1999   |                 |
| 7  | Everybody Hurts                |                 | 23 ottobre 1999   |                 |
| 8  | Seeing the Light               |                 | 30 ottobre 1999   |                 |
| 9  | Off the Wall                   |                 | 6 novembre 1999   |                 |
| 10 | Benny & the Vets (Part 1)      |                 | 13 novembre 1999  |                 |
| 11 | Benny & the Vets (Part 2)      |                 | 14 novembre 1999  |                 |
| 12 | Sins of the Mother             |                 | 20 novembre 1999  |                 |
| 13 | Looking After Number One       |                 | 27 novembre 1999  |                 |
| 14 | To Have and to Hold            |                 | 4 dicembre 1999   |                 |
| 15 | Free Fall                      |                 | 11 dicembre 1999  |                 |
| 16 | Just a Kiss                    |                 | 18 dicembre 1999  |                 |
| 17 | Peace on Earth                 |                 | 26 dicembre 1999  |                 |
| 18 | The Morning After              |                 | 1º gennaio 2000   |                 |
| 19 | Untouchable                    |                 | 9 gennaio 2000    |                 |
| 20 | Fall Out                       |                 | 15 gennaio 2000   |                 |
| 21 | Full On                        |                 | 22 gennaio 2000   |                 |
| 22 | Mirror Image                   |                 | 29 gennaio 2000   |                 |
| 23 | Burned Out Hearts              |                 | 5 febbraio 2000   |                 |
| 24 | Tough Love                     |                 | 12 febbraio 2000  |                 |
| 25 | Not Waving But Drowning        |                 | 19 febbraio 2000  |                 |
| 26 | Seize the Night                |                 | 26 febbraio 2000  |                 |
| 27 | Life Support                   |                 | 4 marzo 2000      |                 |
| 28 | Blood Brothers                 |                 | 11 marzo 2000     |                 |
| 29 | Being There (Part 1)           |                 | 18 marzo 2000     |                 |
| 30 | Being There (Part 2)           |                 | 25 marzo 2000     |                 |